# Sambimaya
Sambimaya is een bestuurslaag in het regentschap Indramayu van de provincie West-Java, Indonesië. Sambimaya telt 3979 inwoners (volkstelling 2010).